# Пелчиці
Пелчице (пол. Pełczyce, нім. Bernstein) — місто в північно-західній Польщі. 
На 31 березня 2014 року, у місті було 2 642 жителів.

## Демографія
Демографічна структура станом на 31 березня 2011 року:
|          | Загалом | Допрацездатний вік | Працездатний вік | Постпрацездатний вік |
| -------- | ------- | ------------------ | ---------------- | -------------------- |
| Чоловіки | 1355    | 254                | 1000             | 101                  |
| Жінки    | 1363    | 229                | 859              | 275                  |
| Разом    | 2718    | 483                | 1859             | 376                  |